# 経済安全保障
経済安全保障（けいざい あんぜんほしょう、英: Economic security）、または経済セキュリティ（けいざい セキュリティ）とは、国家が、自国の経済活動や国民生活に対する脅威を取り除き、一国の経済体制や社会生活の安定を維持するために、エネルギー・資源・食料などの安定供給を確保するための措置を講じることである。
一国の経済システムが安全に活動できる条件として、国民全体の生存に必要な最低限の生活必需品の生産量、輸出入量の規模およびそれを保障する条件、ある特定時点の生活水準の維持に必要な輸出入量の条件など、各種の水準が設けられている。
政治と国際関係の文脈において、経済安全保障は、国民国家が自らの選択した政策に従って、国民経済を望ましい形で発展させることができる能力のことを指す。歴史的に、民族の征服は、略奪、新たな資源の獲得、征服された民族の経済の管理による貿易の拡大を通じて、征服者を富ませてきた。多国間協定・相互依存性・天然資源の安定供給などを特徴とする今日の複雑な国際貿易システムのもとにおいては、軍事政策と同様、経済安全保障は国家安全保障の重要な部分を成すものと言っても過言ではない。
経済的安全保障は、特に2001年9月11日のアメリカ同時多発テロ事件以降、アメリカの外交政策における石油地政学において、国際関係の重要な決定要因として提言されてきた。
経済的安定と経済機会の間にはトレードオフの関係があると広く信じられている。

## 各国の経済安全保障

### アメリカ合衆国
子供の経済安全保障は、家族や団体の収入レベルと雇用の安定によって示される。50歳以上の人々の経済的安全保障は、社会保障給付、年金・貯蓄、収入・雇用、および健康保険の加入状況で示される。
1972年、アリゾナ州議会は、「子供・大人・家族の、安全・幸福・自給自足」を促進することを使命とする、経済安全保障局を設立した。この部門は、雇用安定委員会、州公共福祉局、職業リハビリテーション局、州経済機会局、徒弟制度評議会、州労働計画局によって従前は管理されていた、州政府の活動を統合したものである。1974年には、州精神遅滞局（下院法案2213により発達障害局に改称）が、同局に統合された。同局設立は、管理負担・サービス・支出の重複を減らして、人々への直接サービスの統合を提供することを目的としていた。2007年1月に、家族支援プログラムである、ファミリーコネクションが統合された。
ミネソタ州経済安全保障局は、1977年に雇用サービスおよび職業リハビリテーション局、知事人事局、および貧困対策プログラムを管理する経済機会局の3つの部門が統合して設立されたものである。1985年に、州の視覚障害者サービスが同局に統合された。2003年、ミネソタ州経済安全保障局とミネソタ州貿易経済開発局が合併し、ミネソタ州雇用経済開発局が設立された。

### カナダ
カナダ政府は、経済安全保障を「労働力と資本の生産性を持続的に向上させ、イノベーション・国内外への投資・持続可能な経済成長を促進する公正かつ安全でダイナミックなビジネス環境の維持を含む、[カナダ]国民の生活水準を高めるために必要な条件を保つ」ことと定義づけている。同国のカナダ安全情報局は、国家全体の経済安全保障に対する脅威は、「経済的利益のために、専有情報や技術などの経済情報への不正アクセスを取得するための、外国政府による違法、秘密、または強制的な活動」である、経済スパイと見なしている。

### 日本

#### 沿革

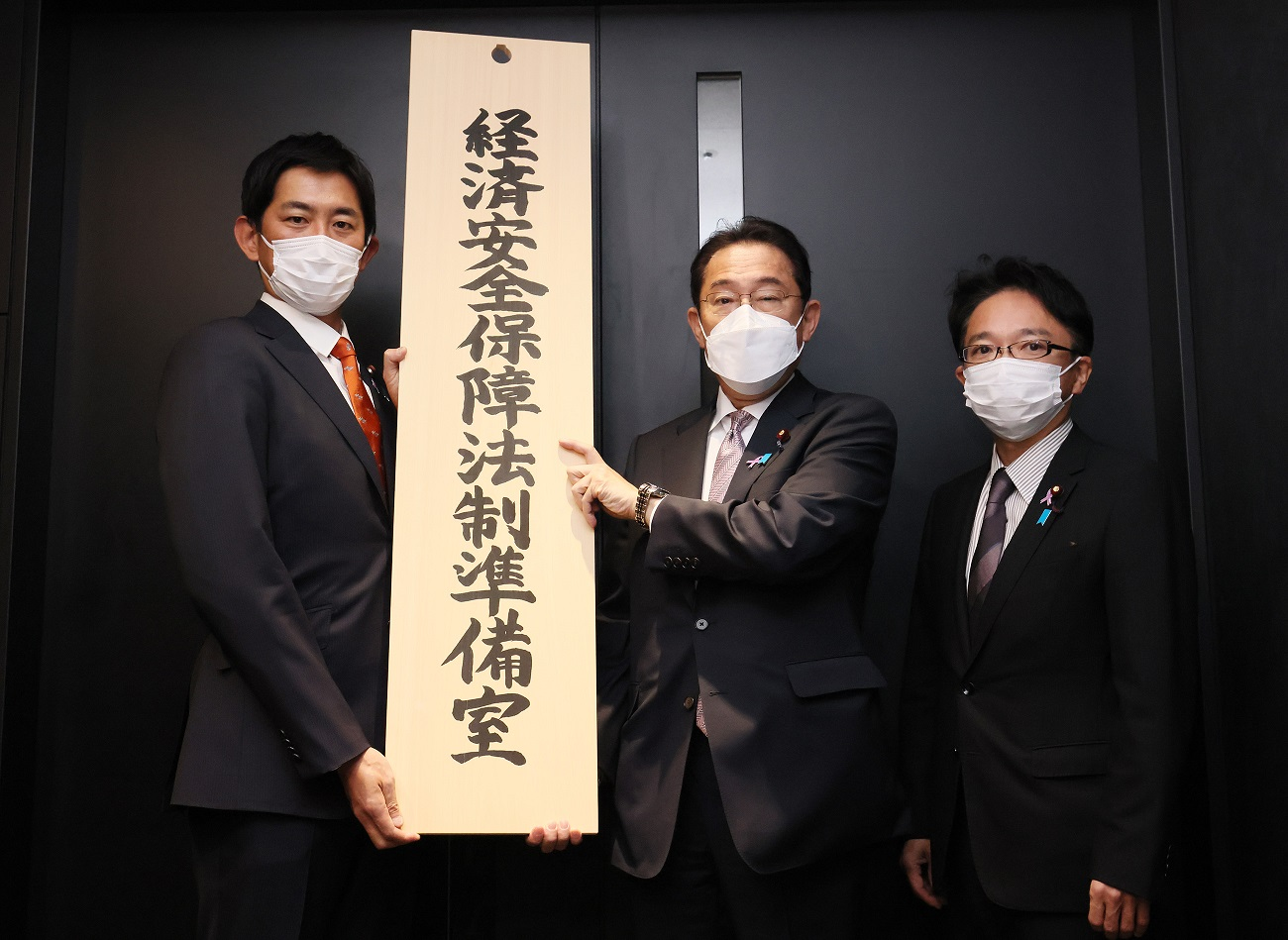
経済安全保障法制準備室の看板掛け（2021年11月）

2019年9月13日、国家安全保障会議の事務局である国家安全保障局の局長が、外務省出身の谷内正太郎から警察庁出身の北村滋に変わった。同年10月31日、北村は長年の目標だった経済安全保障を扱う「経済班」の設置準備室を局内に立ち上げた。
2020年4月1日、国家安全保障局に経済班が発足。この後、経済安全保障の観点からの政策提案が見られるようになり、自民党は「経済安全保障一括推進法案」の策定に向けた準備を開始した。
2021年10月4日、第1次岸田内閣が発足。内閣府特命担当大臣（科学技術政策、宇宙政策）に就任した小林鷹之は、国務大臣の所管事項として「我が国の経済成長の基盤を守るための経済安全保障に関する施策を総合的に推進するため企画立案及び行政各部の所管する事務の調整」も兼務した。
同年11月19日に総理官邸で第1回経済安全保障推進会議が開催され、経済安全保障推進法の策定に向け、内閣官房に経済安全保障法制準備室を設置した。同年11月26日に経済安全保障法制に関する有識者会議第1回が開催された。
2022年2月25日、経済安全保障推進法案が閣議決定された。
同年4月13日、参議院の本会議の代表質問で立憲民主党の杉尾秀哉と日本共産党の田村智子は大川原化工機事件について言及。杉尾は「功を焦った公安警察の勇み足とも言えるこの事件は、反中ムードに乗じた経済安保の危うさを象徴している」、田村は「経済安全保障によって、根拠も不明確なまま身柄を長期拘束し、ひたすら自白を強要する、人権じゅうりんの違法捜査が行われ得ることを示した事件」と述べ、冤罪を引き起こした背景に経済安全保障があると強調した。
同年5月11日、経済安全保障推進法案が参議院本会議で可決、成立した。自民党、公明党の他、立憲民主党、日本維新の会、国民民主党も賛成した。
同年5月23日、北村滋は『経済安全保障―異形の大国、中国を直視せよ』（中央公論新社）を上梓。同書において「日本は無防備なスパイ天国から脱却せよ」と訴えた。元首相の安倍晋三は6月3日、自身のTwitterで「警察庁外事課長時代のスパイハンターとして摘発した数々の事件から始まり、如何に経済安全保障が喫緊の課題であるかが綴られている」と紹介した。
同年8月1日、経済安全保障推進法が一部施行され、内閣府は経済安全保障推進室を設置。また、経済安全保障担当の内閣府特命担当大臣を新設し、初代大臣に小林鷹之が就任した。
同年8月10日に第2次岸田第1次改造内閣が発足し、首相の岸田文雄は、小林の後任の経済安全保障担当大臣に高市早苗を任命した。同年6月12日、高市はフジテレビ系の情報番組に生出演した際、「経済安全保障推進法にスパイ防止法に近い物を入れ込んで行くことが大事だ」と発言している。